# إيدا باتشيني
إيدا باتشيني (1850 - 1911) كانت كاتبة إيطالية في مجال أدب أطفال. من 1884 إلى 1911 باتشيني كانت تعمل في مجلة كورديليا، وهي مجلة موجة للفتيات.

## الأعمال
- ذكريات كتكوت (1875)

## روابط خارجية
- مؤلفات إيدا باتشيني في مشروع غوتنبرغ
- أعمال أو نبذة عن إيدا باتشيني على أرشيف الإنترنت
- أعمال إيدا باتشيني في ليبري فوكس